# Промышленный район (Смоленск)
Промы́шленный райо́н — внутригородской район города Смоленска.

## География
Район располагается в юго-восточной части города. Площадь территории — 50 км².

## История
Промышленный район города-героя Смоленска образован указом президиума Верховного Совета РСФСР № 673 от 5 июля 1965 года.

## Население
Численность населения 126,3 тыс. человек[когда?]

, что составляет 39,8 % от общей численности населения Смоленска. Плотность населения в районе — 2540 человек на 1 км² (плотность населения города — 1900 человек на км²).

## Архитектура
В районе улиц — 153, протяжённость составляет 239 км, из них с твёрдым покрытием — 98,9 км, в том числе:
- магистральные, местного значения, промышленные зоны — 71,3 км,
- щебёночное покрытие, булыжник — 168,7 км.

Основные магистрали:

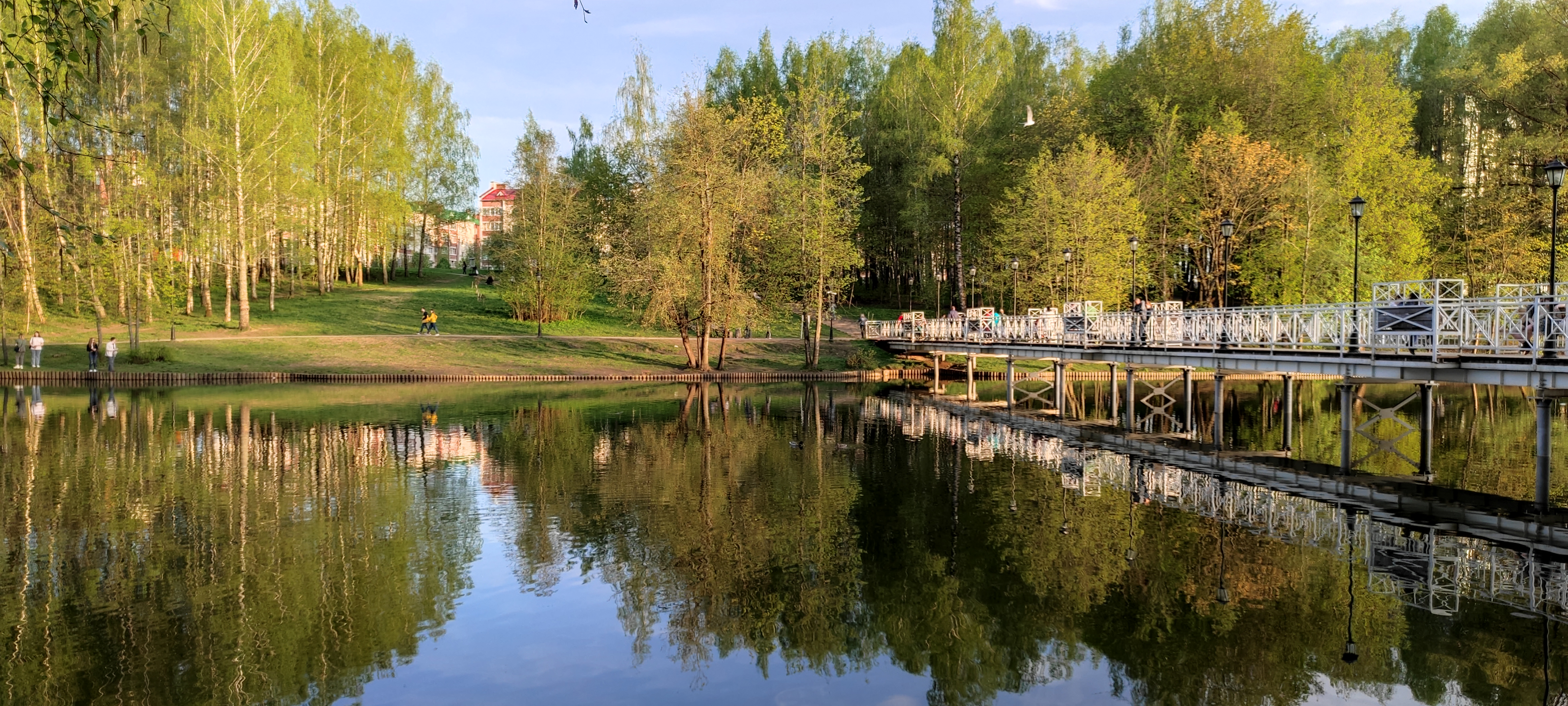
Парк «Соловьиная Роща»

Большая Советская ул., пр. Гагарина, ул. Соболева, ул. Тенишевой, ул. Крупской, ул. Кирова, ул. Шевченко, ул. Рыленкова, ул. 25 Сентября, пр. Строителей, ул. Бабушкина, ул. Верхний Волок, ул. 2-й Верхний Волок, ул. Попова.
Площадь зелёных зон 180 га. 3 парка (парк Пионеров, парк 1100-летия Смоленска, парк «Соловьиная роща»). 7 скверов, 2 бульвара, 9 захоронений.

## Инфраструктура
- 26 дошкольных учреждений (ясли, детские сады), из них 11 — ведомственные;
- 13 общеобразовательных школ;
- Гимназия эстетического профиля,
- Православная гимназия;
- МОУ Вечерняя средняя школа № 3;
- два профессиональных лицея (№ 3, № 6);
- Профессиональное училище № 2;,
- Техникум электронных приборов;
- 4 колледжа;

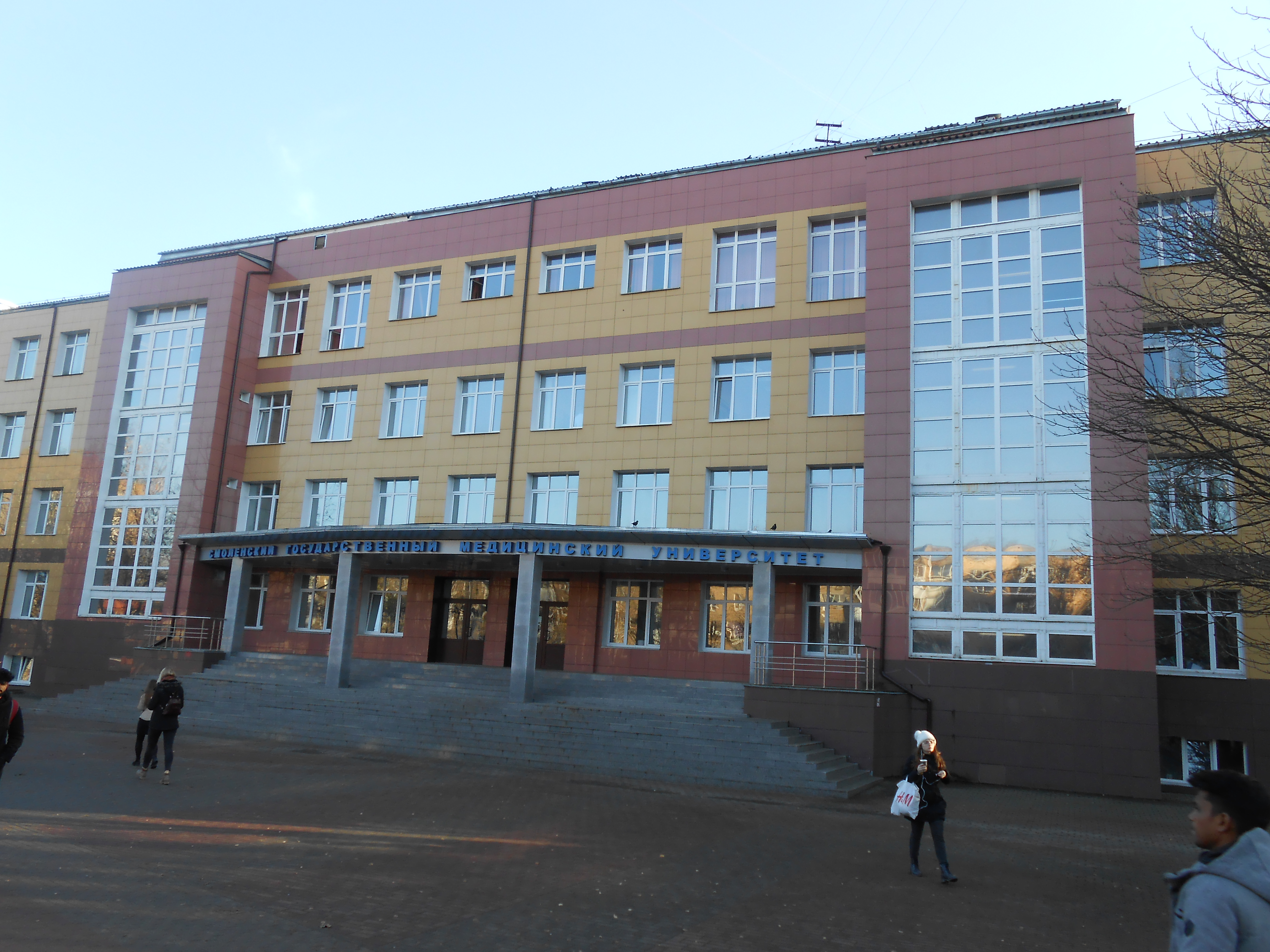
Смоленский государственный медицинский университет

- 4 высших учебных заведения (СГАФКсТ, СГМУ, СГИИ, СГУ);
- Государственное образовательное учреждение — специальная школа-интернат;
- Центр трудового обучения и педагогической реабилитации детей и подростков;
- УКК Жилищно-коммунального хозяйства;
- Учебный центр Смоленского областного центра занятости населения;
- Межшкольный учебно-производственный комбинат;
- 3 музыкальные школы: № 4, № 5, № 8.